# Spanierindens Kærlighed
Spanierindens Kærlighed er en amerikansk stumfilm fra 1921 af Herbert Brenon.

## Medvirkende
- Norma Talmadge som Acacia
- Courtenay Foote som Esteban
- Eulalie Jensen som Raimunda
- Harrison Ford som Norbert
- Charles A. Stevenson som  Tio Eusebio
- Alice May som Julia Eusebio
- H. D. McClellan
- Austin Harrison